# مضاض غدي
المُضاض الغُدي (باللاتينية: Euonymus glandulosus) نوع نباتي يتبع جنس المُضاض من الفصيلة الحرابية (باللاتينية: Celastraceae).
ينتشر في ماليزيا والفلبين.